# Band of Skulls

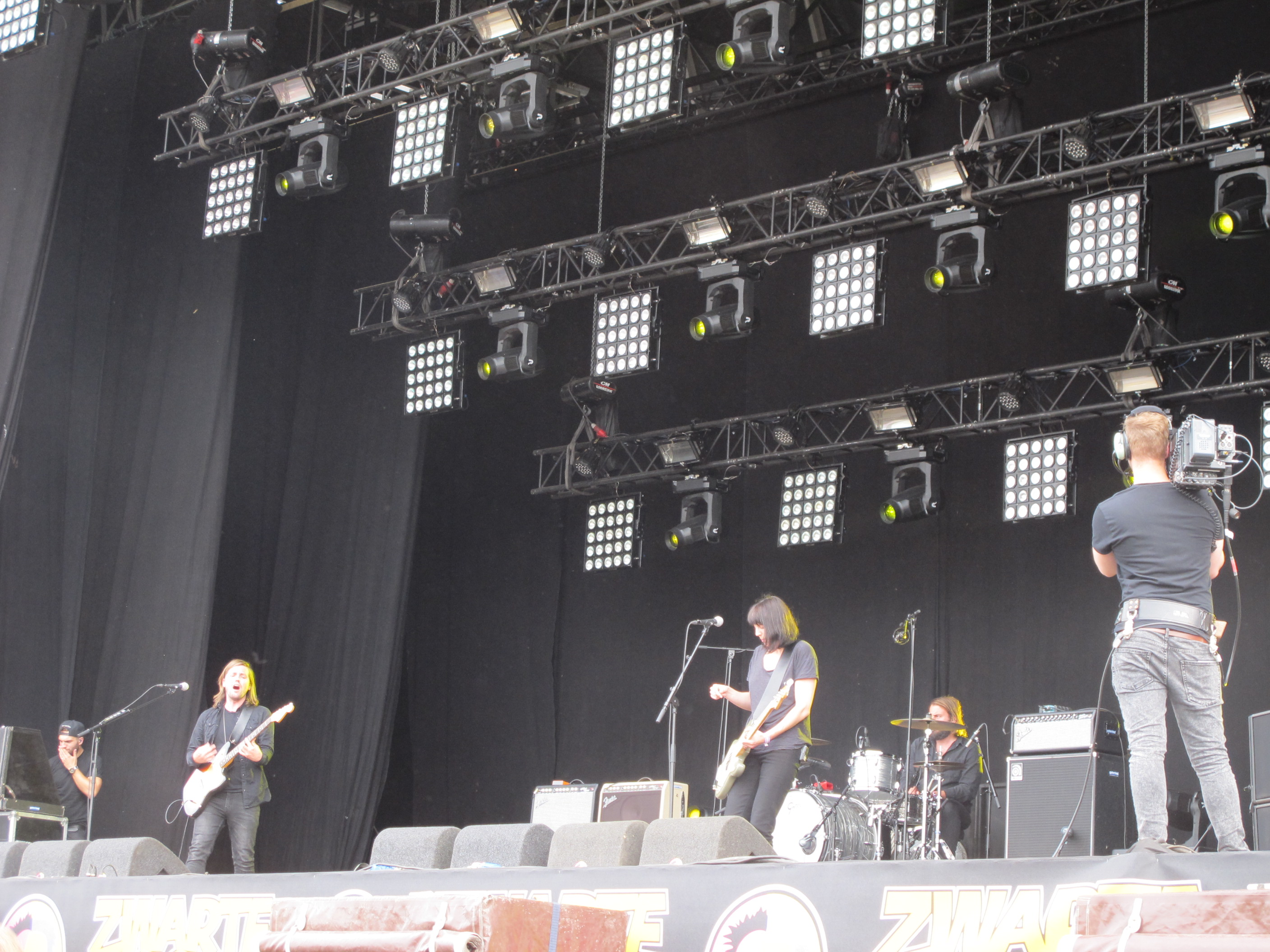
Band of Skulls op de Zwarte Cross 2015

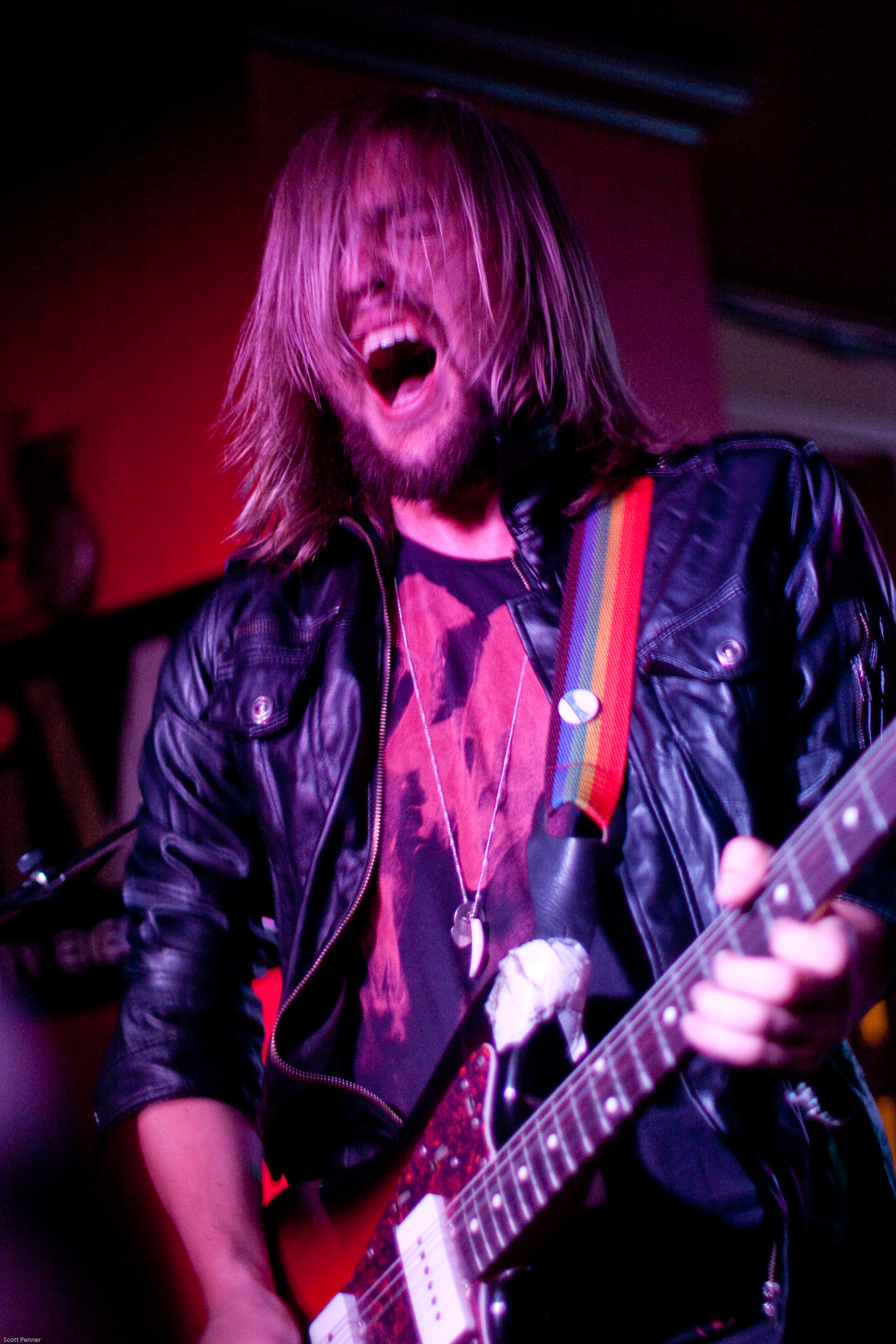
Russel Marsden, de gitarist van de band

Band of Skulls is een Britse alternatieve-rockband uit Southampton. De leden van de band zijn Russell Marsden (zang, gitaar), Emma Richardson (zang, bass) en Matt Hayward (drums). De groep werd in 2006 gevormd en heeft inmiddels vijf studioalbums en drie livealbums uitgebracht. Op 23 november 2022 kondigde Emma Richardson aan te stoppen met de band om zich fulltime te kunnen focussen op het schilderen, in 2024 werd ze bassiste en zangeres bij Pixies.

## Discografie

### Albums
| Album met eventuele hitnotering(en) in de Nederlandse Album Top 100 | Datum van verschijnen | Datum van binnenkomst | Hoogste positie | Aantal weken | Opmerkingen |
| ------------------------------------------------------------------- | --------------------- | --------------------- | --------------- | ------------ | ----------- |
| Baby Darling Doll Face Honey                                        | 2009                  | 28-08-2010            | 97              | 2            |             |
| Sweet Sour                                                          | 2012                  | 25-02-2012            | 60              | 2            |             |
| Live At Brixton 07.12.12                                            | 2013                  |                       |                 |              |             |
| Himalayan                                                           | 2014                  | 05-04-2014            | 84              | 1            |             |

| Album met hitnotering(en) in de Vlaamse Ultratop 200 albums | Datum van verschijnen | Datum van binnenkomst | Hoogste positie | Aantal weken | Opmerkingen |
| ----------------------------------------------------------- | --------------------- | --------------------- | --------------- | ------------ | ----------- |
| Baby Darling Doll Face Honey                                | 2009                  | 04-09-2010            | 58              | 1            |             |
| Sweet Sour                                                  | 2012                  | 03-03-2012            | 51              | 4            |             |
| Himalayan                                                   | 2014                  | 05-04-2014            | 44              | 5            |             |

### Singles
| Single met hitnotering(en) in de Vlaamse Ultratop 50 | Datum van verschijnen | Datum van binnenkomst | Hoogste positie | Aantal weken | Opmerkingen |
| ---------------------------------------------------- | --------------------- | --------------------- | --------------- | ------------ | ----------- |
| I know what i am                                     | 2009                  | 24-04-2010            | tip22           |              |             |
| Death by diamonds and pearls                         | 2009                  | 12-06-2010            | tip12           |              |             |
| The devil takes care of his own                      | 2011                  | 10-12-2011            | tip67           |              |             |